# Dominique Arribagé
Dominique Arribagé (Suresnes, 11 maggio 1971) è un allenatore di calcio ed ex calciatore francese, di ruolo di difensore.

## Carriera

### Tolosa
Realizza la sua prima rete stagionale il 2 agosto 1997 contro il Rennes (1-0).

### Dopo il ritiro
Dal 2015 al 2016 ha ricoperto il ruolo di allenatore per il Tolosa.